# 張瀛 (光緒進士)
张瀛，雲南省臨安府石屏州人，清朝政治人物。进士出身。

## 生平
光绪十八年，登进士，同年五月，改翰林院庶吉士。1907年，接替田宝荣任青浦县知县一职，1907年由赵梦泰接任。